# Medina de Pomar
Medina de Pomar település Spanyolországban, Burgos tartományban. Medina de Pomar Villarcayo de Merindad de Castilla la Vieja, Merindad de Montija, Junta de Traslaloma, Valle de Losa, Merindad de Cuesta Urria és Valle de Tobalina községekkel határos. Lakosainak száma 5997 fő (2024).

## Népesség
A település népessége az utóbbi években az alábbiak szerint változott:
| Lakosok száma | 5044 | 5282 | 5610 | 6321 | 6225 | 5933 | 5865 | 5728 | 5834 | 5997 |
|               | 2001 | 2004 | 2006 | 2009 | 2011 | 2014 | 2016 | 2019 | 2021 | 2024 |